# Jean (Nevada)

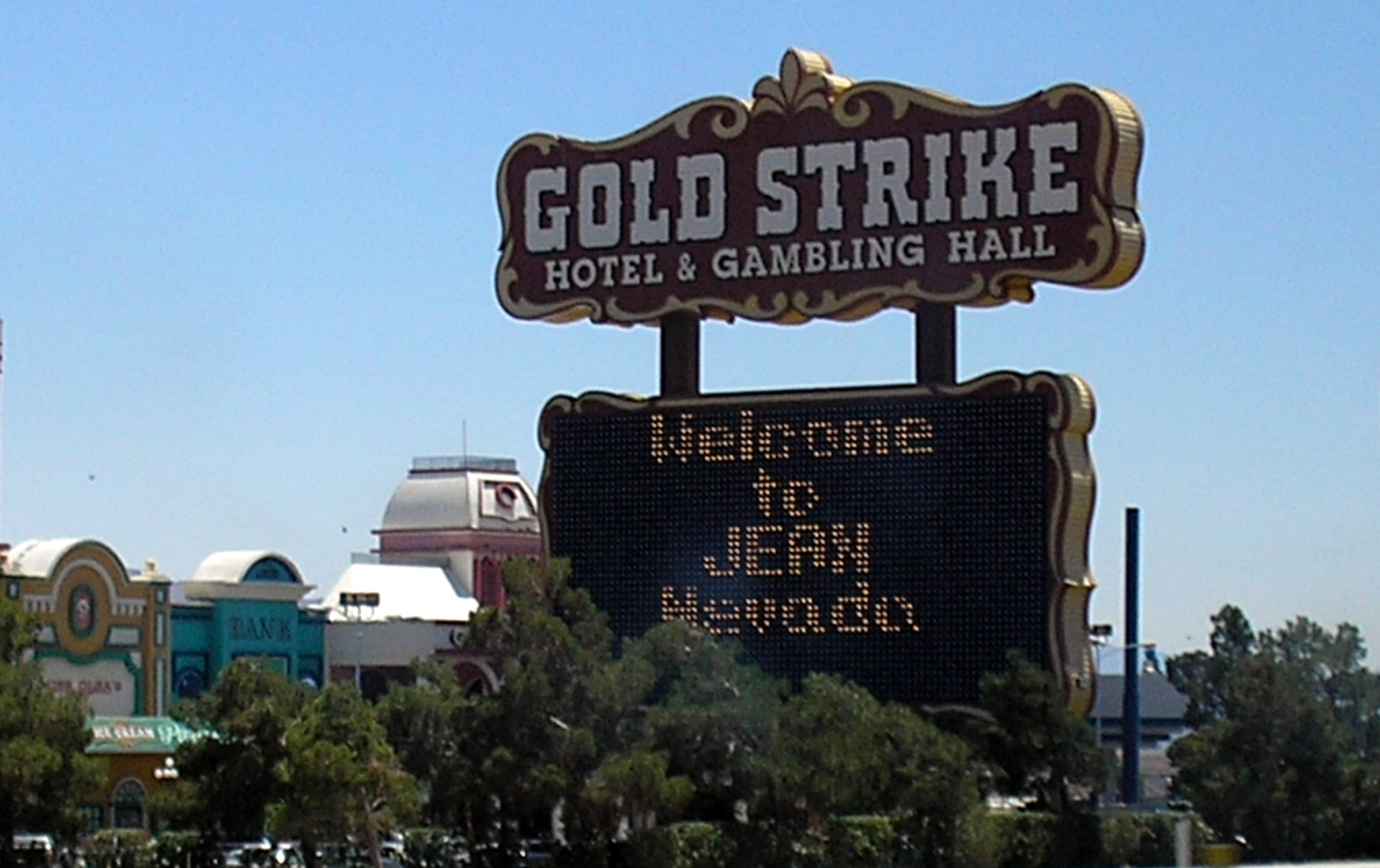
O Casino Gold Strike em Jean

Jean é uma pequena comunidade não incorporada fantasma, mas não abandonada, no condado de Clark, localizada aproximadamente a 19 quilómetros da fronteira norte do estado do Nevada com o estado da Califórnia ao longo da Interstate 15. Las Vegas fica localizado a  48 quilómetros. A vila não tem residentes permanentes, mas muitos dos habitantes residentes em comunidades vizinhas como Primm e Sandy Valley têm  "Jean" listada como a cidade de endereço de correio porque Jean é a localização da principal estação de correio no código zip  89019.
Jean é uma área principalmente comercial com exceção da estação de correios e o tribunal, com vários outlet comerciais tais como o Gold Strike Hotel and Gambling Hall e o Jean Sport Aviation Center (usado para atividades como paraquedismo). O Nevada Landing Hotel and Casino também ficava em Jean, mas foi demolido em abril de 2008 e o sinal foi demolido em 2011. A estação de correios fica localizado em Las Vegas Boulevard em Jean.

## História
A vila teve originalmente o nome de Goodsprings Junction. Em 28 de junho de 1905, o carteiro George Arthur Fayle mudou o nome para Jean em honra da sua mulher. Ele também construiu o the Pioneer Saloon in Goodsprings.
Pop's Oasis Casino foi o primeiro casino em Jean. O Oasis encerrou em 1988. O local entre o Nevada Landing Hotel and Casino e o Gold Strike Hotel and Gambling Hall foi a local do pior acidente de sempre, no sul do Nevada, quando uma van com 13 pessoas virou-se, provocando 8 mortos. O acidente teve lugar em março de 2000.
O casino  Nevada Landing encerrou em março de 2007. O casino Gold Strike permanece ativo.

## Cultura popular
Jean surge no jogo de 2010 Fallout: New Vegas. Um sinal mostrando a distância entre Jean e Los Angeles surge no filme Swingers de 1996.